# Полторацкий, Яков Афанасьевич
Яков Афанасьевич Полторацкий (2 марта 1924 — 24 сентября 1974) — советский рабочий-монтажник, Герой Социалистического Труда (1966).

## Биография
Возглавлял сварочно-монтажную бригаду специализированного управления № 13 сварочно-монтажного треста Министерства газовой промышленности СССР, работал во Владимирской области. Участвовал в работах по прокладке магистрального нефтепровода Шаим — Тюмень (1965) и, выполняя сварочные работы в сложнейших условиях сибирской тайги, показал лучшие результаты в труде
Указом Президиума Верховного Совета СССР от 01.07.1966 Я. А. Полторацкому присвоено звание Героя Социалистического Труда.

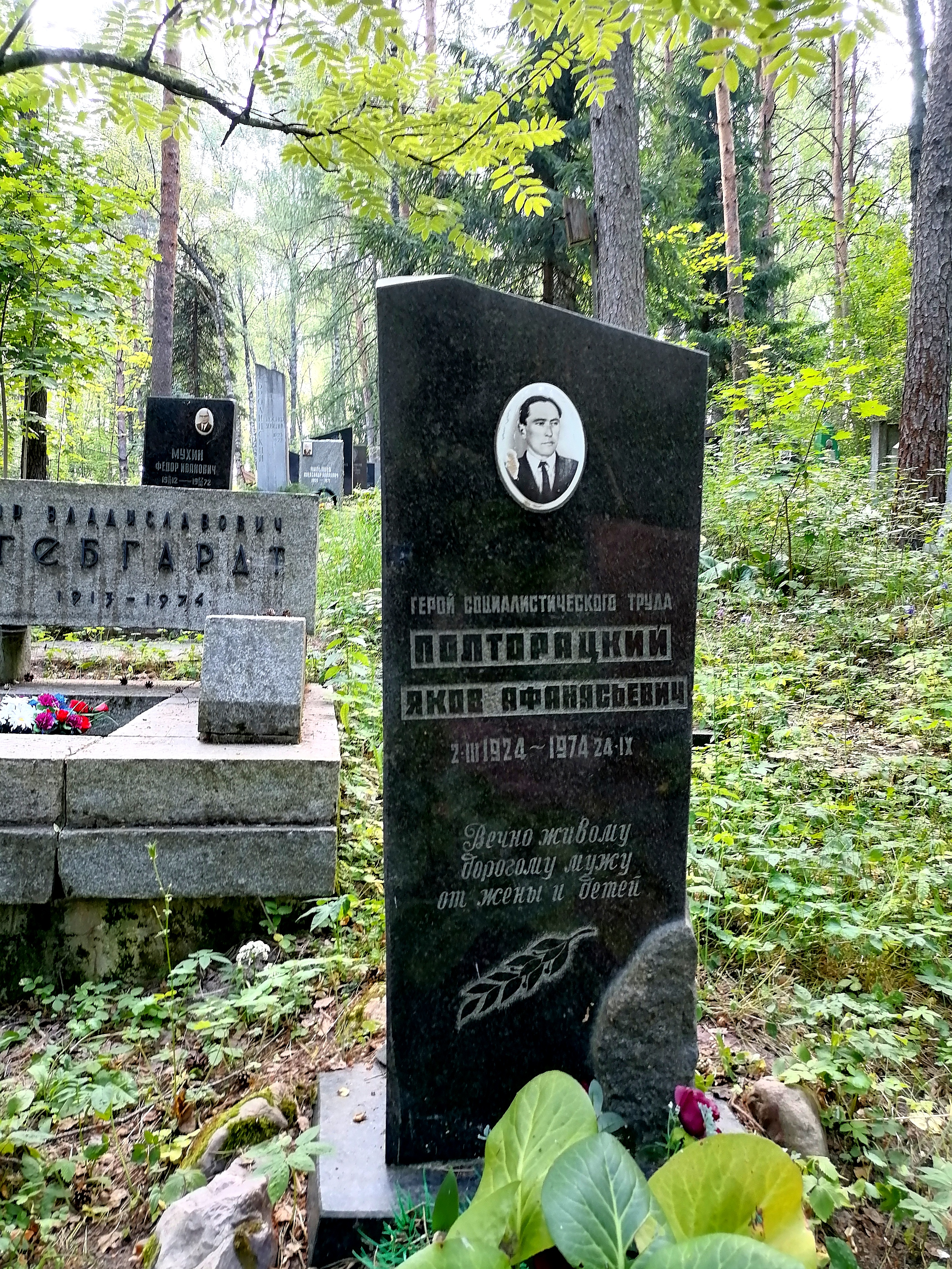
Могила Я. А. Полторацкого на кладбище «Байгуши»

Похоронен на Кладбище «Байгуши».